# Walerij Gierasimow
Walerij Wasiljewicz Gierasimow (ros. Валерий Васильевич Герасимов; ur. 8 września 1955 w Kazaniu) – rosyjski wojskowy, generał armii, szef Sztabu Generalnego Sił Zbrojnych Federacji Rosyjskiej, I zastępca ministra obrony i członek Rady Bezpieczeństwa Federacji Rosyjskiej (od 2012) oraz głównodowodzący sił inwazyjnych na Ukrainie (od 2023), wcześniej dowódca Leningradzkiego (2007–2009), Moskiewskiego (2009–2010) i Centralnego Okręgu Wojskowego (2012).
Weteran II wojny czeczeńskiej. Nadzorował udział wojsk rosyjskich w wojnie domowej w Syrii. Ścigany przez Służbę Bezpieczeństwa Ukrainy za dowodzenie separatystami podczas wojny w Donbasie. Dowodzone przez niego wojska dokonały inwazję Rosji na Ukrainę, są oskarżane o zbrodnie wojenne. Objęty sankcjami UE, USA i innych krajów. Od 25 czerwca 2024 roku poszukiwany przez Międzynarodowy Trybunał Karny.
W 2013 roku opublikował artykuł pod tytułem „Wartość nauki [tkwi] w przewidywaniu. Nowe wyzwania wymagają ponownego przemyślenia form i metod prowadzenia wojny”. Zreferował w nim cechy wojny nowej generacji, która w późniejszym czasie została nazwana doktryną Gierasimowa lub „teorią chaosu”.

## Życiorys

### Wykształcenie
W latach 1971–1973 uczył się w kazańskiej Szkole Wojskowej im. Suworowa. Jest absolwentem Wyższej Szkoły Dowódczej Wojsk Pancernych w Kazaniu (studiował w latach: 1973–1977), Wojskowej Akademia Wojsk Pancernych im. Marszałka Związku Radzieckiego Rodiona Malinowskiego (nauka w latach: 1984–1987) i Wojskowej Akademii Sztabu Generalnego (nauka w latach: 1995–1997).

### Początki służby
Służbę rozpoczął w Północnej Grupie Wojsk w Polsce na stanowiskach do dowódcy batalionu czołgów. Następnie służył w Nadbałtyckim Okręgu Wojskowym, gdzie od 1993 roku dowodził 144 Dywizją Zmechanizowaną w Tallinnie, przeniesioną w 1994 roku do obwodu smoleńskiego. Od roku 1997 był pierwszym zastępcą dowódcy Moskiewskiego Okręgu Wojskowego.

### II wojna czeczeńska
W latach 1998–2006, podczas II wojny czeczeńskiej, zajmował różne stanowiska dowódcze w strukturach Północnokaukaskiego Okręgu Wojskowego, w tym naczelnika sztabu 58 Armii. Zgłosił się do niej celowo, jeszcze przed wybuchem wojny, gdyż zaintrygowała go trudna sytuacja na Kaukazie. Wspominał:

Jeździłem wszędzie i znałem w każdym szczególe wydarzenia na granicy administracyjnej z Czeczenią, gdzie stacjonowały nasze plutony. Nie było żadnych wątpliwości, że ten czeczeński wrzód w końcu pęknie….

W 58 Armii zajmował się uzupełnianiem kadr oraz niezbędnego wyposażenia, szkoleniem bojowym wojskowych i desantem przy wąwozie Argun (ros. Итум-Калинский десант), mającym na celu zablokować granicę z Gruzją. Powiedział, że wzorował się na taktyce szturmu ukraińskiego miasta Izmaił, który w 1790 roku przeprowadził Aleksandr Suworow, a wojna w czeczeńskich górach była jego najcenniejszym doświadczeniem bojowym.
Wedle ustaleń dziennikarzy Radia Swoboda podczas II wojny czeczeńskiej Gierasimow miał dopuścić się zbrodni wojennej w miejscowości Komsomolskoje, gdzie dowodzone przez niego wojska pod pozorem ewakuacji wykorzystały ludność cywilną jako żywe tarcze, aby zabezpieczyć się przed ostrzałem Czeczenów.
Bitwa pod Komsomolskoje trwała od 5 do 22 marca 2000 roku. Gierasimow potwierdził, że był pod Komsomolskoje i oszacował, że zabito tam 1200 Czeczeńców, zaś 150 trafiło do niewoli. Strona rosyjska również poniosła straty, ale znacznie mniejsze. Niezależnie od Gierasimowa liczbę 1200 zabitych Czeczeńców pod Komsomolskoje podał również Achmat Kadyrow w wywiadzie udzielonym Annie Politkowskiej.

### Kariera wojskowa
W latach 2007–2009 był dowódcą Leningradzkiego Okręgu Wojskowego. W latach 2009–2012 był odpowiedzialny za kierowanie paradami wojskowymi w Moskwie z okazji Dnia Zwycięstwa.
W roku 2010 Gierasimow został wybrany zastępcą szefa Sztabu Generalnego i popadł w konflikt z ówczesnym ministrem obrony Anatolijem Sierdiukowem, którego reformy otwarcie skrytykował. Na krótki czas został przez niego wykluczony ze Sztabu Generalnego i odprawiony do zarządzania Centralnym Okręgiem Wojskowym, jednak po zastąpieniu Sierdiukowa przez Szojgu ponownie został przyjęty do Sztabu Generalnego (Szojgu zgadzał się z Gierasimowem i wysoko go cenił).
9 listopada 2012 roku został mianowany przez prezydenta Putina szefem sztabu generalnego Sił Zbrojnych Federacji Rosyjskiej – pierwszym zastępcą ministra obrony (nowo mianowani wiceministrowie to także Arkadij Bachin – dotychczasowy dowódca wojsk Zachodniego Okręgu Wojskowego i Oleg Ostapienko – dotychczasowy dowódca Sił Powietrzno-Kosmicznych Federacji Rosyjskiej).

### Syria
Od kiedy Gierasimow został szefem Sztabu Generalnego nadzorował udział wojsk rosyjskich w wojnie domowej w Syrii. Uważał, że kluczowym wyzwaniem dla sztabu była kwestia logistyki i transport uzbrojenia na dużą odległość (korzystano z bazy lotniczej Humajmim), w czym armia nie miała praktycznie żadnego doświadczenia z wyjątkiem kryzysu kubańskiego z czasów Związku Radzieckiego. W sprawie wojny w Syrii odbywał spotkania dyplomatyczne, między innymi z gen. USA Josephem Dunfordem. 15 września 2016 roku spotkał się w Ankarze z Hulusim Akarem, szefem sztabu generalnego tureckich sił zbrojnych.
W roku Gierasimow 2016 otrzymał od Putina tytuł Bohatera Federacji Rosyjskiej za koordynację operacji w Syrii.
W 2017 roku w wywiadzie dla „Komsomolskoj prawdy” powiedział, że dotychczas w wojnie w Syrii brało udział ponad 48 tys. żołnierzy i oficerów rosyjskich, a rosyjskie wojsko sprawdziło w walce ponad 200 typów uzbrojenia. W roku 2019 potwierdził, że rosyjskie wojska nabrały w Syrii doświadczenia bojowego i przetestowały uzbrojenie. W 2022 roku ocenił sytuację w Syrii jako napiętą. Uważał, że przeciw żołnierzom rosyjskim organizowane są akcje sabotażowe i terrorystyczne.

### Ukraina

#### Wojna w Donbasie
Według Służby Bezpieczeństwa Ukrainy miał być „generalnym dowódcą wszystkich sił prorosyjskich i separatystów” podczas walk pod Iłowajśkiem w 2014 roku. W powyższej sprawie dochodzenie prowadziła prokuratura ukraińska, zaś Służba Bezpieczeństwa Ukrainy potwierdziła udział Gierasimowa w wydarzeniach, w związku z czym umieściła go na liście osób poszukiwanych wraz z dziesięcioma innymi rosyjskimi wojskowymi. 5 sierpnia 2015 roku prokuratura wojskowa Ukrainy ogłosiła Walerija Gierasimowa „głównym ideologiem wojny w Donbasie” i oskarżyła o rozpętanie konfliktu, podjęcie decyzji o wysłaniu wojsk oraz dozbrajanie separatystów. Gierasimow nie wypowiedział się publicznie na ten temat. Strona rosyjska wszystko zdementowała i nazwała ukraińskie służby „rezerwatem głupoty”.
Raport Bellingcat „MH17 – Potential Suspects and Witnesses” wymienia Gierasimowa wśród dowódców odpowiedzialnych za przetransportowanie na teren Donbasu systemu rakiet ziemia-powietrze 9K37 Buk, których użyto do zestrzelenia samolotu Malaysia Airlines.

#### Inwazja Rosji na Ukrainę
Z ustaleń Bloomberg wynika, że decyzję o inwazji na Ukrainę Putin podjął w wyniku konsultacji z Gierasimowem, Szojgu i Patruszewem.
Wedle doniesień medialnych najprawdopodobniej 30 kwietnia 2022 roku został ranny w Iziumie podczas wizytowania frontu, kiedy armia ukraińska ostrzelała siedzibę sztabu. Ołeksij Arestowycz, doradca gabinetu prezydenta Ukrainy, poinformował, że przeprowadzony atak rakietowy miał na celu zabicie Gierasimowa.
Podczas inwazji Rosji na Ukrainę 11 stycznia 2023 roku ogłoszono nominację Gierasimowa na dowódcę połączonego zgrupowania wojsk w kierownictwie tzw. „Specjalnej Operacji Wojskowej”, zastępując na stanowisku Siergieja Surowikina, który został jednym z trzech jego zastępców. W mediach rosyjskich tłumaczono zmianę tym, że Surowikin nie osiągnął niczego konkretnego na froncie, a Gierasimow z racji piastowanego stanowiska będzie miał łatwiejszą linię decyzyjną, gdyż w praktyce nie musi uzyskiwać zgody Sztabu Generalnego, bo sam nim dowodzi. Z 12,2 tys. opublikowanych w internecie opinii Rosjan o zmianie głównodowodzącego: 10% pozytywnie zareagowało na wybór Gierasimowa, 32% wolało Surowikina, zaś 58% nie miało zdania. Najprawdopodobniej jedną z pierwszych decyzji Gierasimowa na nowym stanowisku było rozlokowanie Floty Czarnomorskiej.
24 stycznia 2023 roku w wywiadzie dla gazety „Argumienty i fakty” na temat wojny w Ukrainie powiedział:

Współczesna Rosja nie doświadczyła takiego poziomu i intensywności działań wojskowych. Naszemu krajowi i jego siłom zbrojnym przeciwstawia się praktycznie cały kolektywny zachód. Żeby ustabilizować sytuację, obronić nowe terytoria i przeprowadzić kontrofensywę Sztab Generalny musi opracować i wdrożyć plany częściowej mobilizacji. Takich przedsięwzięć nie było od czasów Wielkiej wojny ojczyźnianej.

Jednocześnie poddał krytyce system mobilizacyjny i szkoleniowy, który uznał za niedostosowany do panujących warunków i planował zreformować.
Kwestia prowadzenia wojny z Ukrainą stała się przedmiotem jego konfliktu z Prigożynem i Kadyrowem. Zdaniem Instytutu Studiów nad Wojną Gierasimow postanowił ograniczyć wpływ powyższej dwójki na przebieg inwazji oraz powstrzymać ich rosnącą siłę polityczną. W efekcie Prigożyn oskarżył Gierasimowa i Szojgu o zdradę stanu, gdyż jego zdaniem celowo przestali dostarczać wsparcie i amunicję Grupie Wagnera, co przyczyniło się do śmierci licznych wagnerowców pod Bachmutem.

## Sankcje
W kwietniu 2014 został dodany do listy osób, przeciwko którym Unia Europejska wprowadziła sankcje „w związku z działaniami podważającymi integralność terytorialną, suwerenność i niepodległość Ukrainy”. W ciągu kolejnych miesięcy podobne działania wprowadziła wobec niego również Kanada i Australia.
25 lutego 2022 roku w związku z inwazją Rosji na Ukrainę został objęty sankcjami Stanów Zjednoczonych. Następnie sankcjami objęły go wszystkie kraje EU, Ukraina, Wielka Brytania, Kanada, Szwajcaria, Australia, Japonia i Nowa Zelandia.
25 czerwca 2024 Międzynarodowy Trybunał Karny wydał nakaz jego aresztowania, w związku z podejrzeniem o dokonanie zbrodni wojennych i zbrodni przeciwko ludzkości podczas inwazji Rosji na Ukrainę.

## Galeria

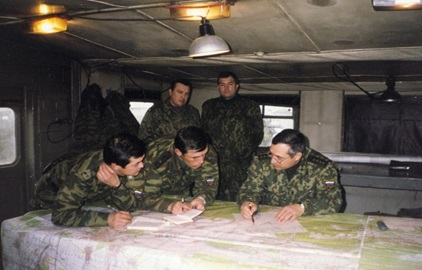
Gierasimow (drugi od lewej przy stole) w Chankale, okolice Groznego w Czeczenii, 2001 rok
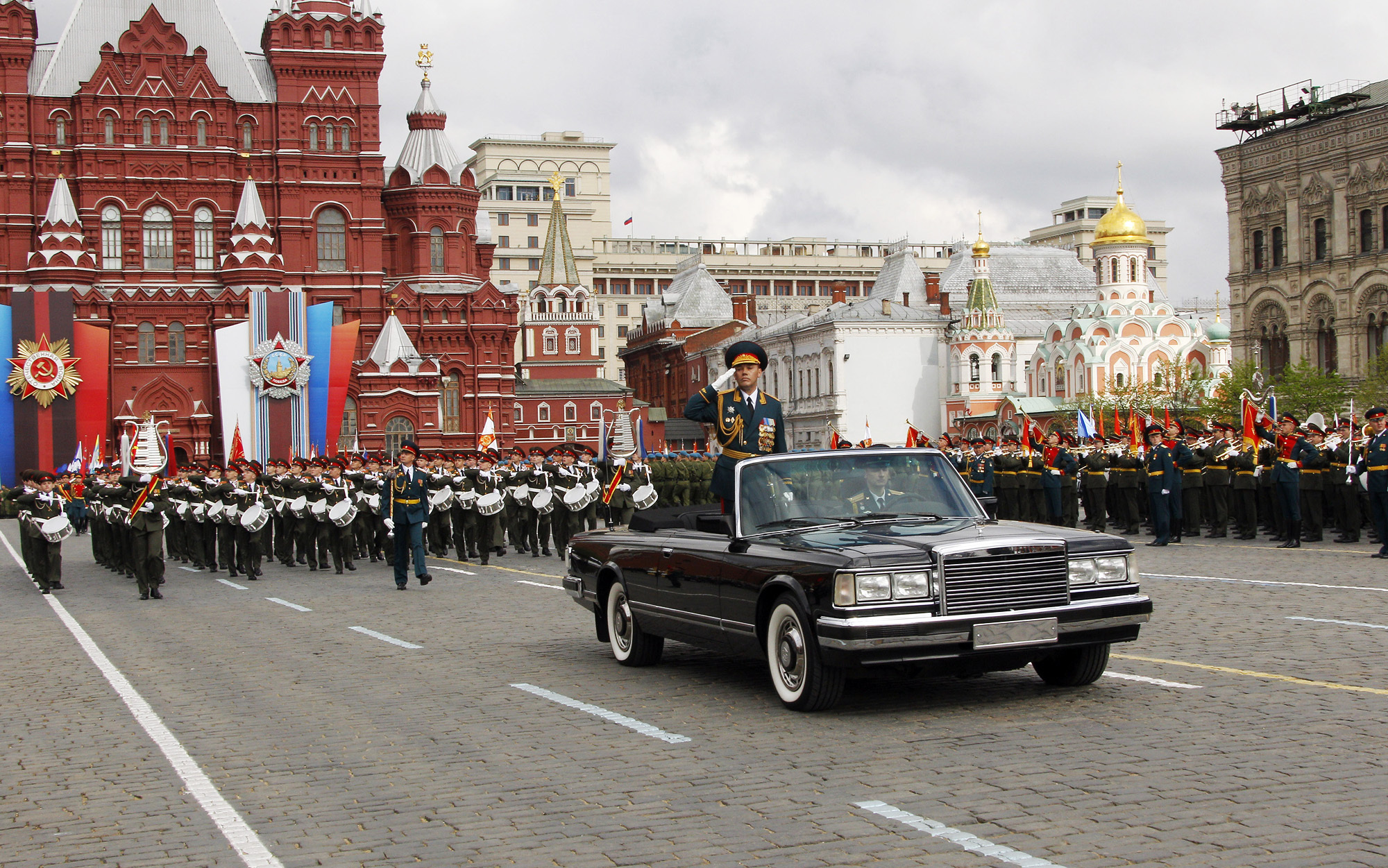
Gierasimow prowadzi defiladę z okazji Dnia Zwycięstwa, 2011 rok
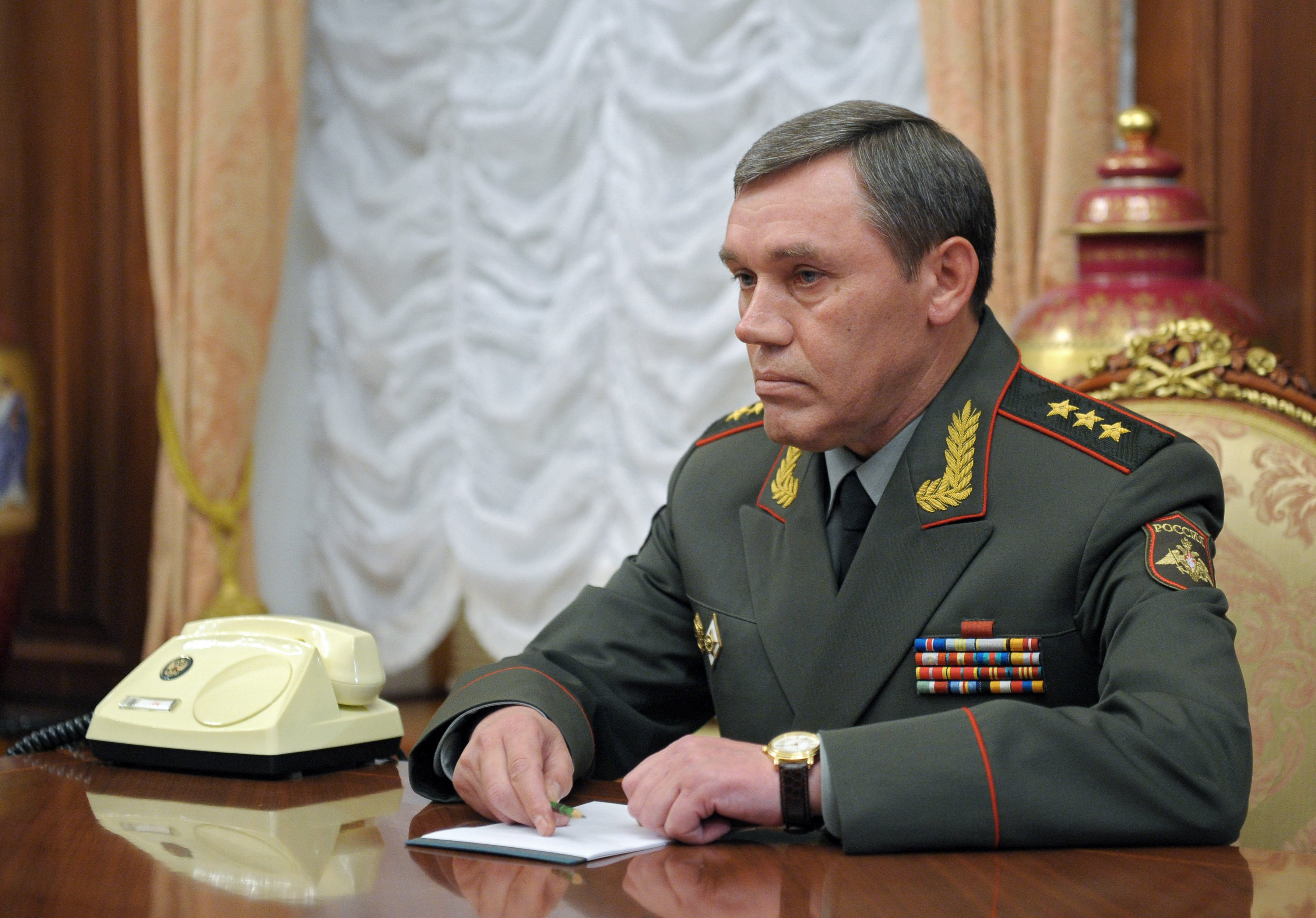
W dniu mianowania na stanowisko szefa Sztabu Generalnego, 2012 rok
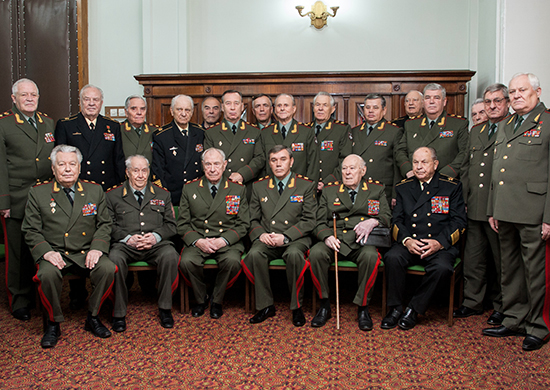
Gierasimow (w centrum) z członkami Biura Generalnych Inspektorów Ministerstwa Obrony Federacji Rosyjskiej, 2013 rok
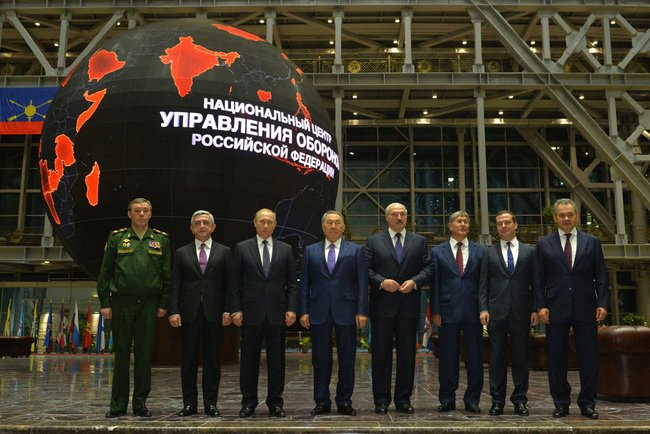
Gierasimow (pierwszy z lewej) z przywódcami krajów ODKB, 2014 rok
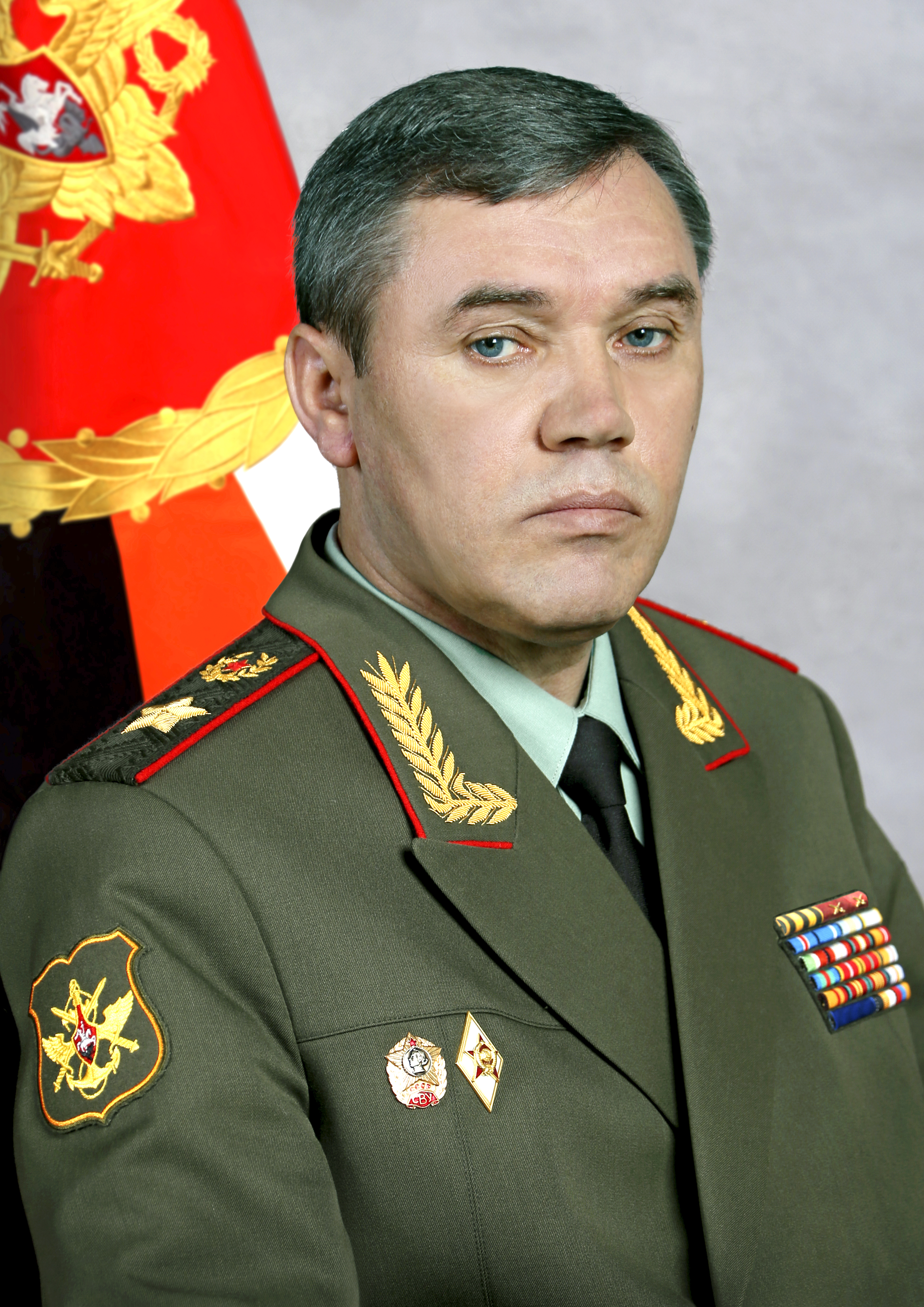
Oficjalny portret wykonany w 2015 roku
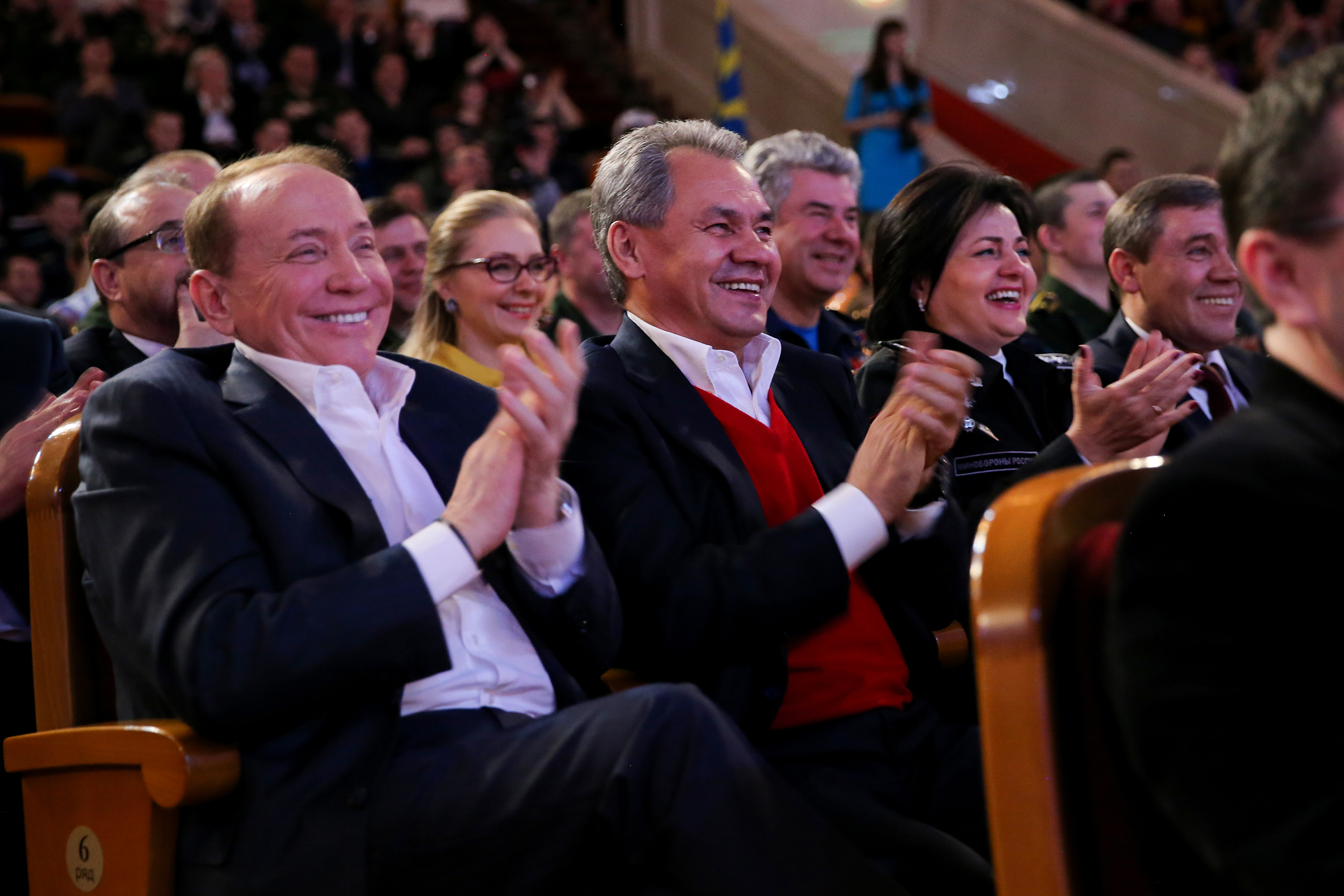
Gierasimow (po prawej) w stroju cywilnym ogląda występ Klubu Wesołych i Pomysłowych, w rzędzie również Szojgu i Tatjana Szewcowa, 2015 rok
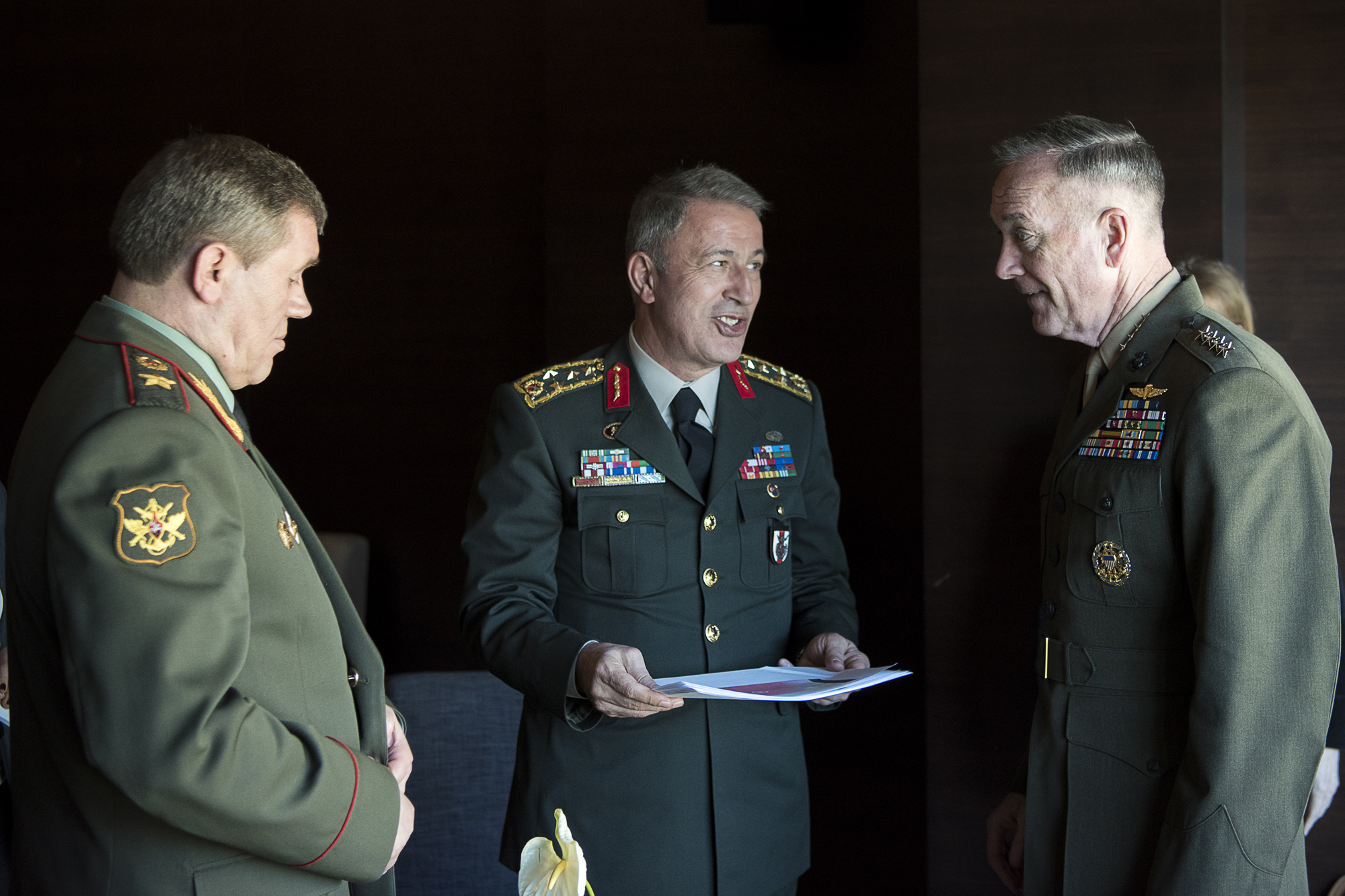
Spotkanie z Dunfordem i Akarem dotyczące wspólnych działań Rosji, USA i Turcji w północnej Syrii, 2017 rok
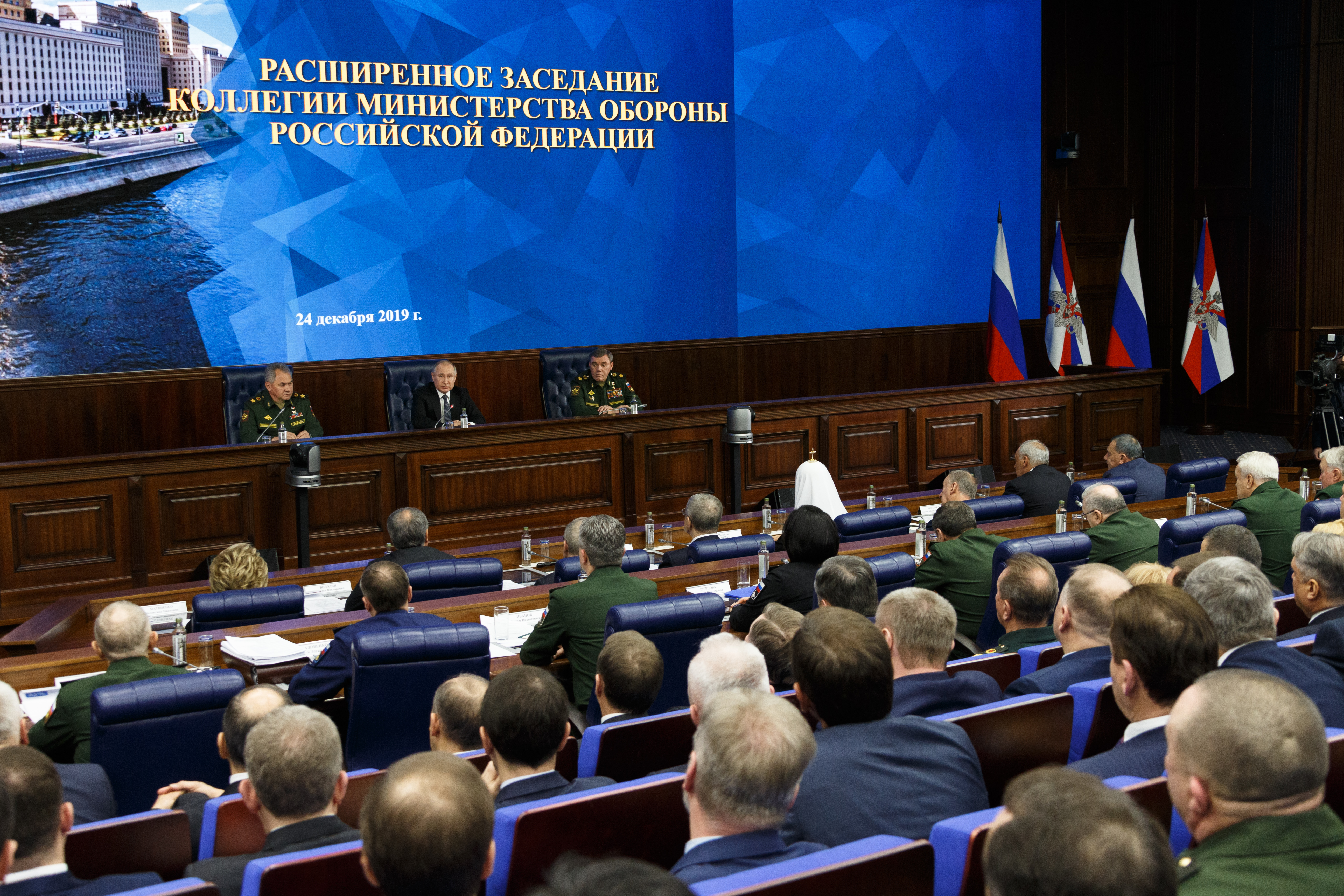
Szojgu, Putin i Gierasimow na rozszerzonym posiedzeniu resortu obrony, 2019 rok
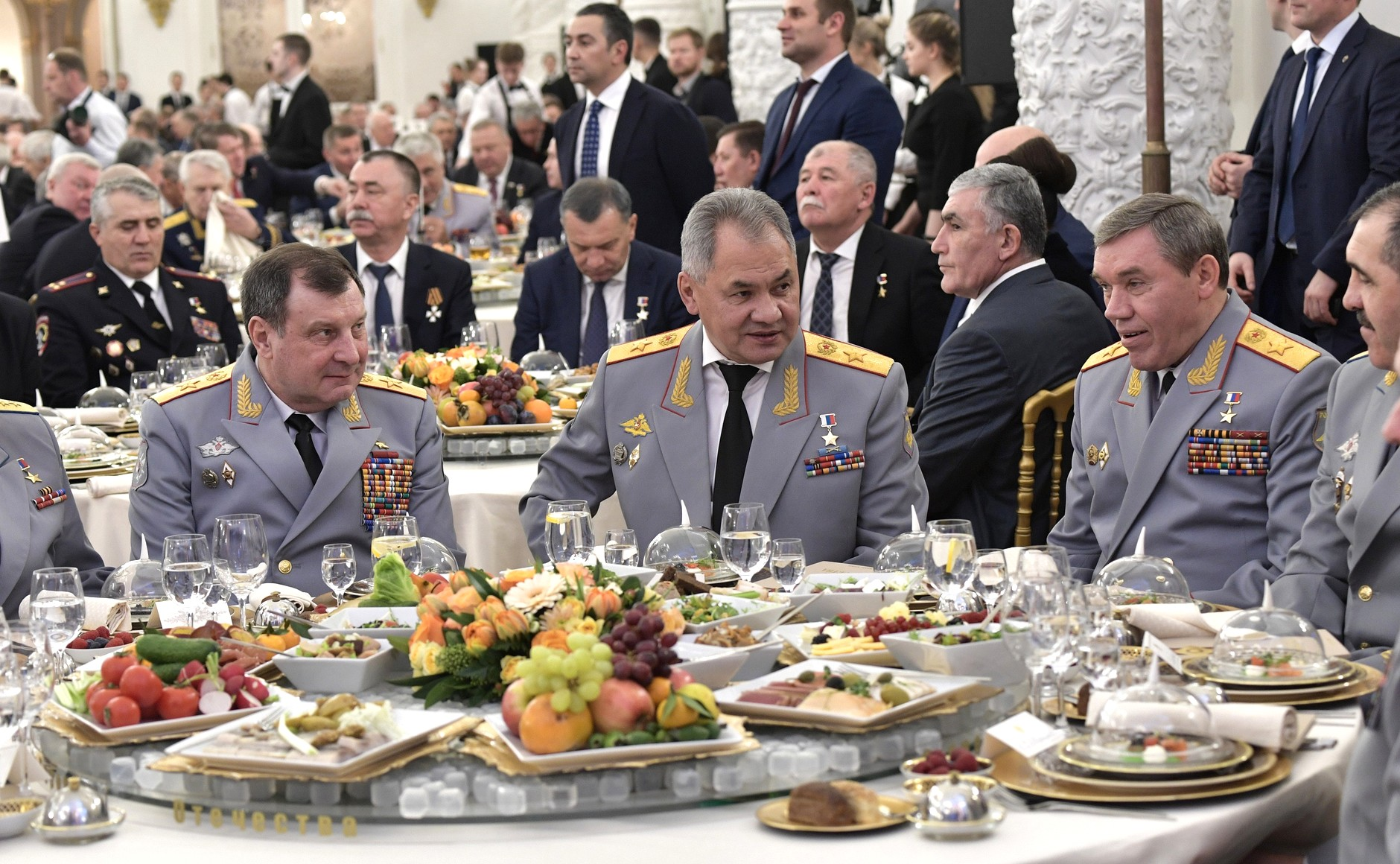
Kierownictwo armii rosyjskiej na przyjęciu z okazji Dnia Bohaterów Ojczyzny, 2019 rok
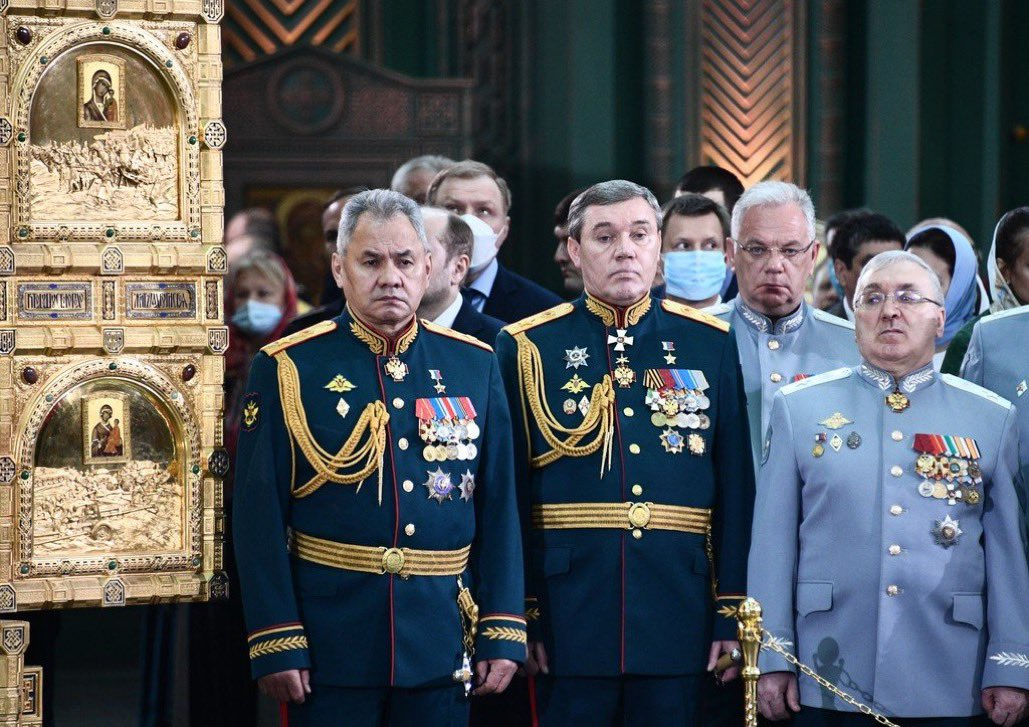
Ceremonia konsekracji Głównej Katedry Sił Zbrojnych Federacji Rosyjskiej, 2020 rok
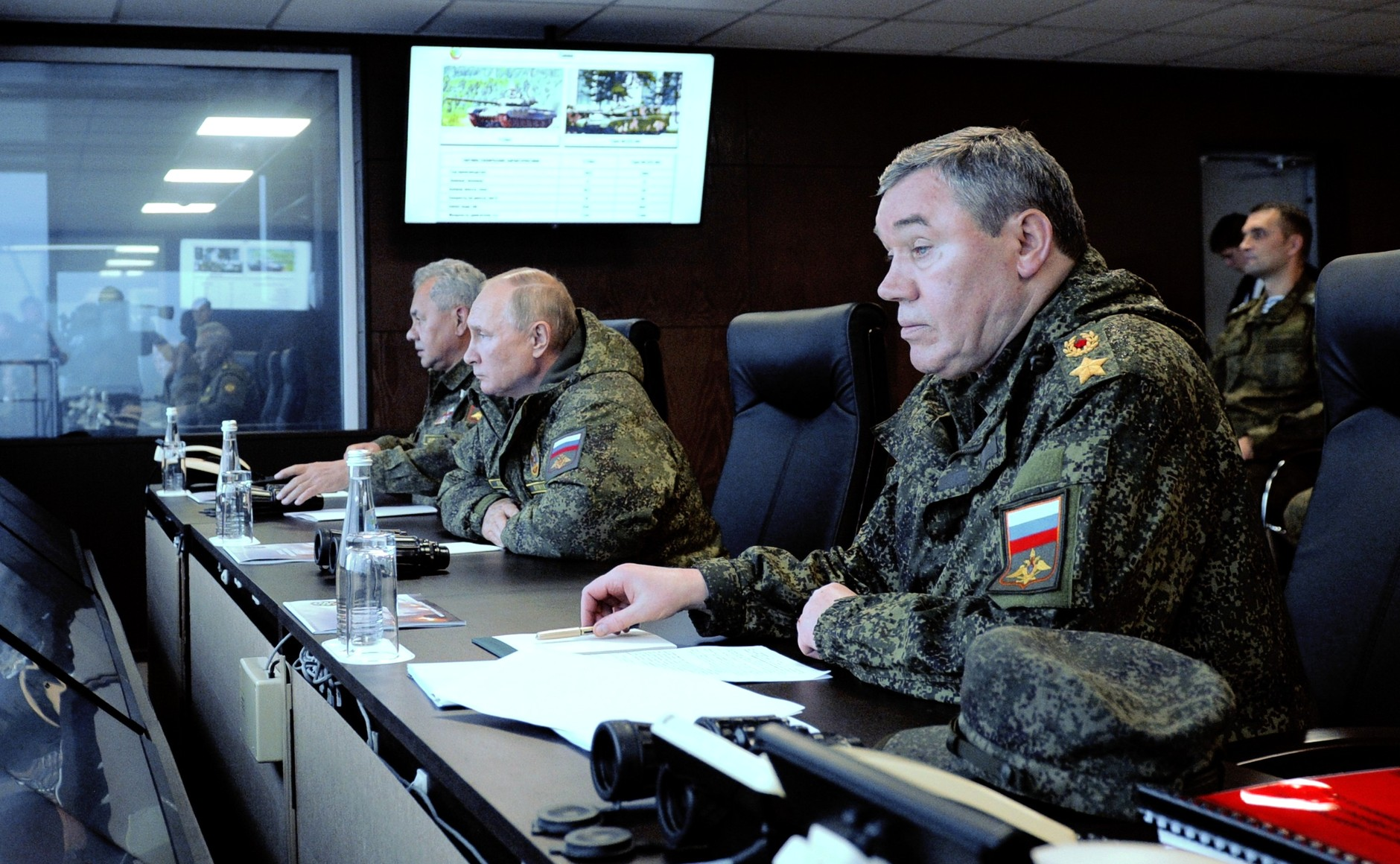
Z Szojgu i Putinem podczas obserwacji manewrów Wostok, 2022 rok
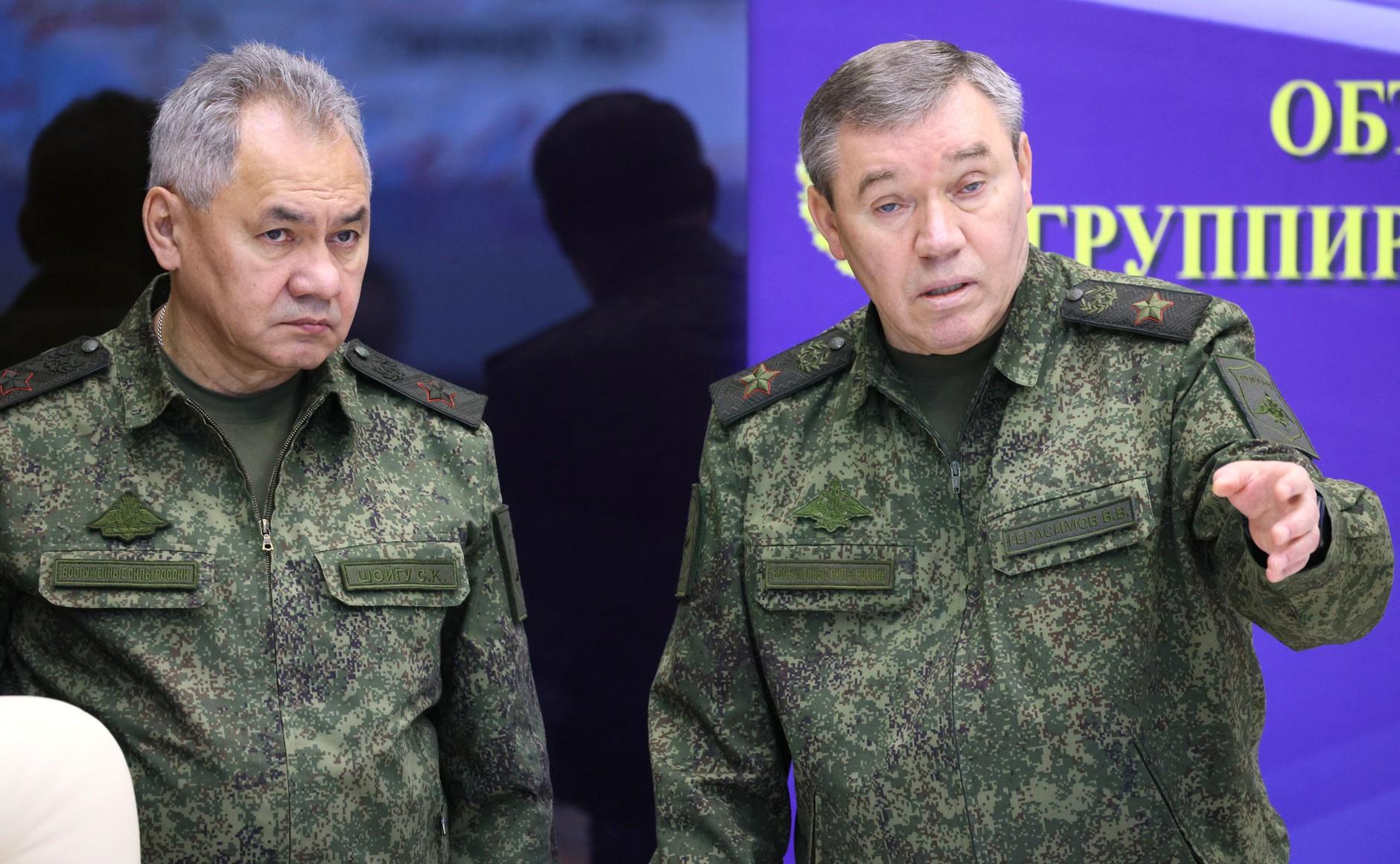
Szojgu i Gierasimow podczas wizytacji Połączonego Zgrupowania Wojsk, 2022 rok
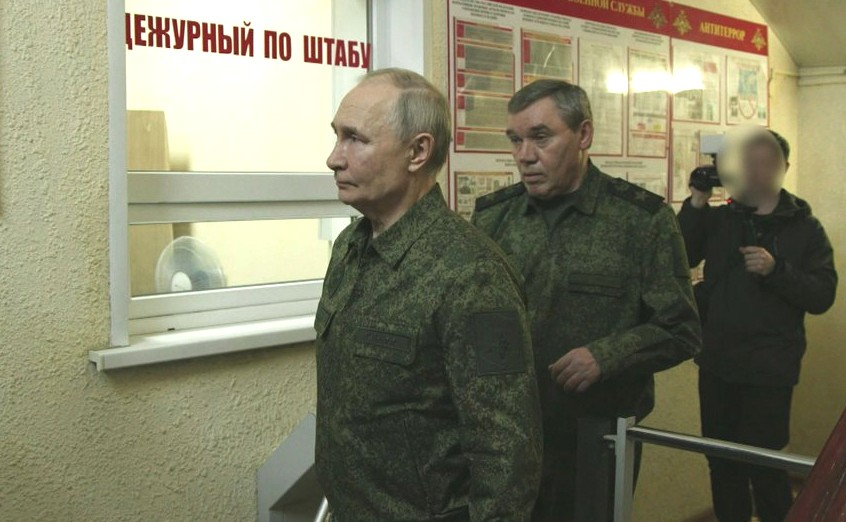
Gierasimow oprowadza Putina po punkcie dowodzenia w atakowanym przez Ukraińców obwodzie kurskim, 2025 rok

## Awanse
- major (1984)
- podpułkownik (1987)
- pułkownik (1992)
- generał major (1994)
- generał porucznik (2002)
- generał pułkownik (2005)
- generał armii (2013)[57]

## Ordery, odznaczenia i wyróżnienia
- Bohater Federacji Rosyjskiej (2016)[58]
- Order Świętego Jerzego III klasy (2017)
- Order Świętego Jerzego IV klasy
- Order „Za Zasługi dla Ojczyzny” III klasy (2014)
- Order „Za Zasługi dla Ojczyzny” IV klasy
- Order „Za zasługi wojskowe”
- Order Honoru
- Order „Za służbę Ojczyźnie w Siłach Zbrojnych ZSRR” III klasy
- Medal „Za zasługi bojowe”
- Medal „Na Pamiątkę 1000-lecia Kazania”
- Medal jubileuszowy „60 lat Sił Zbrojnych ZSRR”
- Medal jubileuszowy „70 lat Sił Zbrojnych ZSRR”
- Medal „Za wyróżnienie wojskowe”
- Medal „Za odwagę wojskową” I klasy
- Medal „Za wzmocnienie wspólnoty wojskowej”
- Medal „Za wyróżnienie w służbie wojskowej” I klasy
- Medal „200 lat dla Ministerstwa Obrony”
- Medal „Za powrót Krymu”
- Medal „Za nienaganną służbę” II klasy
- Medal „Za nienaganną służbę” III klasy
- Order św. Mikołaja Cudotwórcy
- Honorowy Specjalista Wojskowy Federacji Rosyjskiej (2009)
- Order Przyjaźni Narodów (Białoruś, 2010)
- Medal Marszałka Iwana Bagramiana (Armenia, 2015)
- Medal „Wspólnoty wojskowej” (Syria, 2016)
- Order Armii Nikaragui (Nikaragua, 2013)
- Medal „Za zasługi we współpracy wojskowej” (Azerbejdżan, 2014)[59]

## Wypowiedzi na temat Polski
Gierasimow na stałe przebywał w Polsce latach 1977–1982 podczas służby wojskowej. Wielokrotnie podkreślał, że umieszczenie na terenie Polski amerykańskich systemów obrony przeciwrakietowej stanowi bezpośrednie zagrożenie dla Rosji. W 2021 roku wygłosił referat na ten temat podczas IX moskiewskiej konferencji o bezpieczeństwie międzynarodowym. Wyraził zaniepokojenie współpracą Polski z USA oraz formacjami NATO znajdującymi się w okolicy granic Rosji.

## Życie prywatne
Pochodzi z rodziny robotniczej, jego dziadek był wojskowym, służył w wojskach pancernych. Ma żonę, córkę i syna, który jest oficerem wojskowym.